# Прапор Бранденбургу
Прапор Бранденбургу — офіційний державний символ німецької Землі Бранденбург.

## Опис
Являє собою прямокутне полотнище з двома рівними по ширині горизонтальними смугами червоного і білого кольорів з гербом Бранденбургу — червоним орлом на білому щиті — в середині. Пропорції прапору: 3:5.

## Історія
Бранденбурзьке маркграфство, також відоме як Бранденбурзька марка, відіграло ключову роль у формуванні ядра того, що впродовж історії стало Прусським королівством та Німецькою імперією.  «Märkischer Adler», або червоний орел маркграфства Бранденбург, був прийнятий маркграфом Ґеро в X столітті. Двокольоровий колір червоного над білим використовувався провінцією Бранденбург як у Королівстві Пруссія, так і у Вільній Державі Пруссія.
У 1945 році був створений новий прапор, який походить від нового герба, створеного після війни. У 1952 році, коли Східна Німеччина розпустила землі, цей прапор вийшов з ужитку. Після відновлення землі Бранденбург у 1990 році традиційні кольори червоного поверх білого знову були прийняті як державний прапор.
|                                                  |
| Бранденбург-Кюстрінське маркграфство (1535–1571) |

|                                    |
| Бранденбурзьке маркграфство (1684) |

|                                         |
| Бранденбурзьке маркграфство (1660–1750) |

|                                        |
| Кормовий прапор Бранденбурзького флоту |

|                                           |
| Прусська провінція Бранденбург(1815–1945) |

|                               |
| Бранденбург (НДР) (1945–1952) |